# Battaglia dell'Assunpink Creek
La battaglia dell'Assunpink Creek, a volte chiamata seconda battaglia di Trenton, fu uno scontro armato avvenuto tra le truppe americane e quelle britanniche a Trenton, nel New Jersey, il 2 gennaio 1777 durante la guerra d'indipendenza americana.
Dopo l'attacco a sorpresa della battaglia di Trenton il mattino del 26 dicembre 1776, il generale dell'Esercito continentale George Washington e i suoi ufficiali si aspettavano un deciso contrattacco britannico. Decisero di affrontare gli inglesi a Trenton e quindi di preparare delle postazioni difensive a sud del torrente Assunpink (in inglese, Assunpink Creek).
Il generale Charles Cornwallis guidò le forze britanniche verso sud, subito dopo la battaglia di Trenton. Lasciando 1 400 uomini al tenente colonnello Charles Mawhood, a Princeton, Cornwallis avanzò su Trenton con circa 5 000 uomini, il 2 di gennaio. L'avanzata fu rallentata da schermaglie contro i fucilieri americani, al comando di Edward Hand, i quali impedirono all'avanguardia britannica di raggiungere Trenton prima del tramonto. Dopo aver assaltato le postazioni americane tre volte per essere sempre respinto, Cornwallis decise di attendere il giorno seguente. Nella notte, Washington aggirò con il suo esercito l'accampamento di Cornwallis e attaccò Mawhood l'indomani, nella battaglia di Princeton. Quest'ultima battaglia fu una sconfitta per i britannici, che furono costretti a ritirarsi dal New Jersey per l'inverno.

## Gli antefatti
Nella notte tra il 25 e il 26 dicembre 1776, il comandante dell'Esercito continentale, George Washington, attraversò il fiume Delaware con le sue truppe e attaccò la guarnigione di mercenari assiani di Trenton il mattino del 26 dicembre, nella battaglia di Trenton. I mercenari furono ben presto circondati e rapidamente sconfitti. Nel pomeriggio, Washington guidò i suoi uomini indietro in Pennsylvania. Il 30 dicembre, il generale spostò il suo esercito nuovamente a Trenton, posizionando i suoi soldati a sud del torrente Assunpink.

## Il preludio

### I preparativi
A Trenton, Washington dovette affrontare un grosso problema: tutti i suoi uomini, tranne alcuni, terminavano il periodo di leva il 31 dicembre e il generale era conscio che l'esercito sarebbe collassato se non li avesse convinti a restare. Il 30 dicembre, Washington parlò ai suoi uomini chiedendo loro di restare per un altro mese, pagato dieci dollari, tuttavia nessuno accettò finché Washington non riuscì a convincerli affermando che, dopo tutti i sacrifici che avevano fatto in quei mesi, restare un mese ancora era l'unico modo per servire il paese nel migliore dei modi. Alla fine quasi tutti accettarono di rimanere.
Il 1º gennaio 1777, arrivò dal Congresso il denaro e i soldati vennero pagati. Washington ricevette inoltre una serie di misure prese dal Congresso, inclusa una che gli dava poteri pressoché dittatoriali. Deciso a voler combattere a Trenton, ordinò quindi al generale John Cadwalader, che era a Crosswicks con 1 800 miliziani, di unirsi al suo gruppo, ovviamente a Trenton. Gli uomini di Cadwalader servivano per affrontare gli 8 000 soldati britannici del generale Cornwallis che, il giorno precedente, Washington era venuto a sapere essere in marcia verso la sua posizione.
Il generale americano ordinò ai suoi uomini di realizzare delle difese parallele al torrente Assnpink. La linea difensiva si estendeva per circa 5 km seguendo il corso meridionale del torrente, tuttavia, uno degli attendenti di Washington, Joseph Reed, fece notare che vi erano comunque dei punti in cui i britannici avrebbero potuto attraversare l'Assunpink e attaccare gli americani sul fianco destro. Infine, poiché le navi utilizzate per attraversare il Delaware erano troppo lontane, Washington non poteva ricondurre oltre il fiume i suoi uomini, quindi informò i suoi ufficiali che intendeva spostare il suo esercito e che la loro posizione era solo temporanea.

### Le manovre britanniche

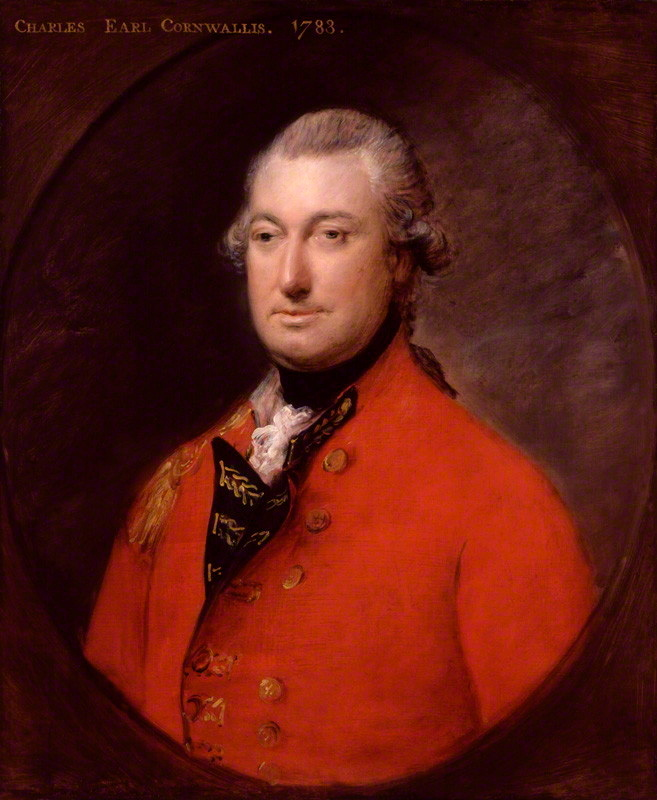
Charles Cornwallis, opera di Thomas Gainsborough

Il generale Charles Cornwallis, cui era stato pianificato il rientro in Europa, dovette annullare il viaggio in patria. Si diresse invece a Princeton per incontrarsi con il generale James Grant, giunto in rinforzo con 1 000 uomini. Una volta lì, Cornwallis venne convinto da Grant stesso e dall'assiano Carl von Donop ad attaccare Trenton con le loro forze combinate.
Entro il 1º gennaio, Cornwallis e il suo esercito avevano raggiunto Princeton. Il giorno seguente, lasciò una forza ridotta a Princeton, al comando di Charles Mawhood, e con 5 500 uomini, si mise in marcia verso Trenton, a 18 km di distanza. Il suo esercito portava appresso anche 28 cannoni, camminando su tre colonne. Quando raggiunsero Maidenhead, Cornwallis ordinò al colonnello Alexander Leslie di restare lì con 1 500 uomini fino al mattino seguente.

## La battaglia

### Le azioni per ritardare i britannici
Di fronte al suo esercito, Cornwallis schierò una linea di jäger e di fanteria leggera britannica. Due giorni prima, Washington aveva disposto che una linea difensiva, al comando di Matthias Alexis Roche de Fermoy, tra Trenton e Princeton con il compito di rallentare l'avanzata britannica. Tuttavia, quando questi ultimi furono nei pressi della linea difensiva, Fermoy dovette far ritorno a Trenton poiché era ubriaco e non in grado di dirigere gli uomini; venne sostituito dal colonnello Edward Hand.
Giunti a distanza di tiro, gli americani aprirono il fuoco. Gli uomini di Hand sparavano riparandosi poi dietro a tronchi, anfratti e anche dietro le curve delle strade; ogni volta che i britannici li affrontavano in uno scontro in linea, i fucilieri americani ripiegavano dietro altri ripari. In breve tempo, gli americani furono costretti a trovare riparo in un'area boscosa sulla sponda meridionale del torrente Shabakunk. Hand dispose i suoi uomini tra gli alberi dove erano così ben protetti dalla vista dei britannici che questi non li videro neppure attraversando il torrente. Quando i fucilieri americani aprirono il fuoco, i britannici cedettero alla confusione, credendo di trovarsi di fronte all'intero esercito di Washington, organizzando le formazioni da battaglia e preparando i cannoni. I britannici cercarono tra i boschi per un'ora e mezza, tuttavia Hand aveva già condotto i suoi ad una nuova posizione difensiva.
Alle tre del pomeriggio, i britannici giunsero a 800 m dalla postazione di Hand. Le direttive di Washington erano chiare: tenere i britannici lontani dal suo esercito fino al tramonto, dopo il quale l'oscurità avrebbe impedito loro di attaccare. I britannici, con l'artiglieria in posizione, attaccarono gli uomini di Hand che lentamente ripiegarono a Trenton. Lungo la strada, i soldati americani spararono sui britannici, riparandosi dietro le abitazioni. Quando, ritirandosi nuovamente, giunsero al torrente Assunpink, gli assiani li caricarono con le baionette, causando il caos tra gli americani. Vedendo ciò, Washington cavalcò di persona oltre il torrente per urlare alla retroguardia di Hand di riorganizzarsi, coperti dall'artiglieria americana.

### L'assalto britannico
Mentre i britannici si preparavano ad attaccare le difese americane, i due schieramenti si scambiarono fuoco d'artiglieria e di moschetti. Infine i soldati inglesi e i mercenari tedeschi, attraversarono il ponte sull'Assunpink, avanzando in colonne, mentre gli americani sparavano su di loro tutti assieme. I britannici esitarono ma solo per un momento. Avanzarono sul ponte una seconda volta, ma furono respinti dall'artiglieria americana. Caricarono un'ultima volta e il fuoco d'artiglieria devastò le loro linee. Un soldato riferì: "Il ponte era rosso come il sangue, con i loro morti e feriti e le loro divise rosse."

## La ritirata americana

### La decisione di Cornwallis
Quando Cornwallis arrivò a Trenton con il suo esercito, tenne un incontro con i suoi ufficiali per decidere se si dovesse continuare l'attacco o meno. William Erskine riteneva necessario colpire subito gli americani, affermando che "se Washington è il generale che io credo sia, il suo esercito non sarà lì domani mattina." Tuttavia, James Grant non era d'accordo, ritenendo che per gli americani non vi fosse modo di ritirarsi e che le truppe britanniche erano esauste quindi sarebbe stato meglio attendere il mattino seguente per attaccare. Cornwallis non voleva attendere l'indomani, ma decise che sarebbe comunque stato meglio aspettare che mandare i suoi uomini a combattere nell'oscurità: "Abbiamo la vecchia volpe al sicuro ora. Andremo e la metteremo nel sacco in mattinata." Spostò quindi il suo esercito su una collina a nord di Trenton dove passare la notte.

### La decisione di Washington
Quella notte, l'artiglieria americana, al comando di Henry Knox, sparò sporadicamente qualche colpo su Trenton per tenere i britannici all'erta. Esattamente come il generale inglese, anche Washington radunò i suoi ufficiali per discutere su come agire. Washington era a conoscenza di una strada che avrebbe condotto a Princeton e i suoi uomini furono d'accordo nell'approfittarne per attaccarne la guarnigione. Alle ore 02:00, l'esercito era già in marcia diretto a Princeton. Washington lasciò 500 uomini e due cannoni perché mantenessero in vita gli accampamenti, con rumori tipici e con i fuochi sempre accesi, in modo che i britannici non sospettassero nulla. Al mattino, anche questi uomini se ne andarono e quando i britannici attaccarono non trovarono nessuno ad affrontarli.

## Le conseguenze
Quella stessa mattina, Washington raggiunse Princeton. Dopo un breve scontro, i britannici subirono una sconfitta decisiva e la maggior parte della guarnigione venne fatta prigioniera. Con la terza sconfitta in dieci giorni, l'ufficiale superiore di Cornwallis, il generale William Howe, ordinò al suo esercito di ritirarsi dal New Jersey meridionale e che la maggior parte dei suoi uomini tornasse a New York, lasciando un piccolo avamposto a New Brunswick. Washington invece si diresse a Morristown per attendere la fine dell'inverno.

### Le vittime
Howard Peckham scrisse un rapporto sulla battaglia del 2 gennaio parlando di due scontri separati, entrambi definiti come "schermaglie". Nella prima, durante l'opposizione all'avanzata, non riportò alcuna vittima americana. Nella seconda, vicino a Trenton, riporta 6 morti, 10 feriti e un disertore americani. William Stryker riporta un totale, sempre per il 2 gennaio, di 1 morto e 6 feriti americani, mentre David Fischer parla di 100 vittime americane, tra morti e feriti.
Peckham, durante la prima schermaglia, riporta sul fronte britannico un morto assiano, mentre nella seconda almeno 10 morti, 20 feriti e 25 prigionieri. Edward Lowell afferma che il 2 gennaio le vittime assiane furono 4 morti e 11 feriti. David Fischer ritiene che le vittime anglo-tedesche furono 365 tra morti, feriti e prigionieri.